# Bruno Fornasaro
Bruno Fornasaro (Pirano, 22 giugno 1935 – Varese, 21 novembre 2010) è stato un allenatore di calcio e calciatore italiano, di ruolo portiere.

## Caratteristiche tecniche

### Allenatore
Impostava le sue squadre chiedendo un gioco veloce e di stampo offensivo, a discapito della tenuta della fase difensiva.

## Carriera

### Giocatore
Inizia la carriera giocando per un anno nell'Istria Trieste, poi per due anni alla Ponziana (con cui prima vince un campionato di Promozione e poi gioca 24 partite in IV Serie) ed infine con l'Audace Monopoli, con cui sfiora la promozione in IV Serie. Fa il suo esordio tra i professionisti nella stagione 1958-1959, durante la quale subisce 23 reti in 28 presenze con la maglia del Varese in Serie C. L'anno successivo gioca invece 30 partite, mentre nella stagione 1960-1961 subisce 44 reti in 34 presenze sempre in Serie C.
Nella stagione 1961-1962 viene acquistato dal Novara, con cui gioca l'unico campionato di Serie B della sua carriera: disputa una partita in Coppa Italia e anche 29 partite in campionato, durante le quali subisce 31 gol. Dopo la retrocessione per illecito sportivo, viene posto sul mercato per ragioni economiche ma la cessione non si concretizza e rimane al Novara anche nella stagione 1962-1963 e nella stagione 1963-1964, durante le quali gioca in tutto altre 43 partite di Serie C.
Dopo tre anni al Novara passa alla Solbiatese, con cui nella stagione 1964-1965 gioca 28 partite in Serie C; rimane nella squadra lombarda anche durante la stagione 1965-1966, nella quale è però il secondo portiere e disputa solamente 2 gare. Fa poi un ulteriore anno come riserva, questa volta a Trani, dove gioca 9 partite di terza serie. Infine si accasa al Legnano, con la cui maglia nella stagione 1967-1968 disputa 24 partite; rimane per un secondo anno a Legnano, chiudendo la stagione 1968-1969 con 7 presenze.
Complessivamente ha giocato 29 partite in Serie B, 195 partite in Serie C e 24 partite in IV Serie.

### Allenatore
Nella stagione 1974-1975 fa da allenatore in seconda alla Pro Vercelli, per poi sostituire in panchina l'esonerato Luciano Sassi a partire dal mese di aprile e chiudere all'undicesimo posto in classifica il campionato di Serie C. Viene riconfermato dalla Pro Vercelli anche per la stagione 1975-1976, nella quale conduce la squadra al terzo posto in classifica. Dal 1976 al 1978 siede invece sulla panchina del Treviso, con cui ottiene per due anni di fila piazzamenti nella parte alta della classifica del campionato di Serie C.
Nella stagione 1978-1979 passa al Piacenza, con cui conquista un quinto posto in classifica nel neonato campionato di Serie C1. Riconfermato per la stagione 1979-1980, che parte con ambizioni di primato, viene esonerato in favore di Romano Mattè dopo la sconfitta interna con il Fano intorno a Natale.
Dopo l'esonero lavora nel forno dei suoceri, nel Varesotto, prima di essere richiamato sulla panchina del Piacenza nella stagione 1980-1981 subentrando a Giacomo Losi dopo la diciassettesima giornata di campionato. Viene riconfermato per la stagione 1981-1982, nella quale viene però definitivamente esonerato dopo 5 partite di campionato.
Prosegue la carriera sulla panchina del Pescantina, per tre stagioni nel Campionato Interregionale.

## Palmarès

### Giocatore

#### Competizioni regionali
- Promozione: 1

Ponziana: 1955-1956